# Zweitupfen-Raubsalmler
Der Zweitupfen-Raubsalmler (Exodon paradoxus) lebt in Südamerika im Stromgebiet des Amazonas, im Rio Madeira, Rio Marmelo, Rio Tocantins sowie im Rio Branco in Brasilien und Guyana.

## Merkmale
Die 15 Zentimeter lang werdenden Salmler haben einen langgestreckten, seitlich zusammengedrückten Körper. Ihre Rückenflosse wird von zehn bis elf Flossenstrahlen gestützt. Die Afterflosse hat 19 bis 22 Flossenstrahlen, eine Fettflosse ist vorhanden. Junge Fische haben gelbe Flanken und eine silbrige Unterseite. Die Mitte und die Spitze der Rückenflosse, sowie die Vorderkanten von After-, Bauch- und Brustflossen sind rot. Namensgebend sind zwei große schwarze Flecken an den Seiten, kurz vor dem Ansatz der Rückenflosse und auf der Schwanzwurzel. Bei Lichteinfall glitzern die Fische intensiv silbrig. Alte Tiere werden gelbgrau, die Flecken sind nur noch undeutlich zu sehen. Während der Laichzeit haben die Weibchen einen dickeren Körper.

## Lebensweise
Zweitupfen-Raubsalmler sind Schwarmfische. Sie ernähren sich von kleineren Fischen und anderen Tieren. Größere Fische greifen sie an, reißen ihnen Schuppen heraus und beißen ihnen Flossen ab. Die Balz verläuft stürmisch. Die Fische laichen zwischen Wasserpflanzen. Nach 25 bis 30 Stunden schlüpfen die Larven. Eine Brutpflege findet nicht statt.

## Aquaristik
Zweitupfen-Raubsalmler wurden 1935 zum ersten Mal als Zierfische importiert. Die schönen Fische sind allerdings nicht für die Vergesellschaftung mit anderen, kleineren Arten im Gesellschaftsaquarium geeignet. Sie sollten in größeren Gruppen von zehn bis 15 Tieren und nur in Gesellschaft von robusten Welsen gehalten werden. Zweitupfen-Raubsalmler sind auch schon gezüchtet worden, die Aufzucht der Jungfische ist allerdings schwierig da die Tiere sich gegenseitig anfallen.